# نقیب‌الممالک
نقیب‌الممالک، در دیوان نقابت، یک لقب و منصب است که از زمان خلافت عباسی وجود داشته و در دورهٔ قاجار، هم به شکل منصب و هم به شکل لقبِ اعطایی مورد استفاده قرار می‌گرفته‌است. در دربار قاجار، سه منصب مرتبط با نقابت وجود داشته‌است: نقیب‌الممالک، نقیب‌الاشراف، و نقیب‌السادات. ریاست و نظارت بر کار نقیبان بر عهدهٔ نقیب‌الممالک بوده‌است. نقیب‌الممالک نام یک منصب بوده؛ به همین دلیل، وجود چندین نقیب‌الممالک به‌طور هم‌زمان ممکن بوده‌است.
نقیب به‌معنی رئیس و سالار و مِهتر است، و نقابت به صورت شغل و لقب از زمان خلفای عباسی برای سرپرستیِ هاشمیان وجود داشته. نقیبان به کارهای اشرافِ عرب، که علویان و عباسیان بودند، رسیدگی می‌کردند. لقب نقیب‌الاشراف در دورهٔ قاجار به‌طور گسترده در تمام ایران استفاده می‌شده‌است.
نقیب، دستیاری داشت با عنوان «دست نقیب». وظایف نقیب و دست نقیب طبیعتاً از یکدیگر مجزا نبوده‌است، بلکه دست نقیب تحت نظارت و مطابق اوامر نقیب، ممکن بود همهٔ وظایف مربوط به نقیب را انجام دهد. وظایف اصلیِ نقیب به‌طور خلاصه عبارت بود از: نظارت بر دراویش و فعالیت‌هاشان، نظارت بر اصناف شهر و دریافت مالیات از آن‌ها و احتمالاً همچون عصر صفوی، نظارت بر تعیین سردستهٔ هر صنف (تذکرةالملوک، ۱۳۳۲، ص ۴۹–۵۰).